# Temple réformé de Sainte-Marie-aux-Mines
Le temple réformé de Sainte-Marie-aux-Mines est un édifice religieux monument historique situé  23 rue du Temple à Sainte-Marie-aux-Mines, dans le Haut-Rhin. Inauguré le premier octobre 1634, il est l'un des plus anciens temples protestants de France et un témoignage rare de l'architecture de ces bâtiments au XVIe siècle et au XVIIe siècle. La paroisse est membre de l'Union des Églises protestantes d'Alsace et de Lorraine.

## Historique

### La difficile implantation du culte réformé à Sainte-Marie-aux-Mines
Le premier prédicateur de la Réforme calviniste à Sainte-Marie est "Maître Élie", un ancien abbé venu du Hainaut et installé à Strasbourg, évangélisateur de Sainte-Marie en 1550. Dès l'automne 1554, le pasteur François Morel de Collonges est installé à Sainte-Marie. La bienveillance d'Egenolphe de Ribeaupierre ne suffit pas car ce dernier est vassal de suzerains catholiques, d'une part l'abbaye de Murbach, d'autre part l'empereur d'Autriche, représenté en Alsace par la régence d'Ensisheim. En 1555 par deux fois, puis à nouveau début 1556, la régence rappelle à l'ordre Egenolphe et lui enjoint d'imposer le culte catholique ; en 1556 toujours, c'est l'empereur lui-même qui écrit à Egenolphe pour lui donner l'ordre de combattre l'hérésie sur ses terres. Mi-1556, le pasteur Morel, qui s'était d'abord retiré à Aubure sur les terres plus sûres des ducs de Wurtemberg, est rappelé à Paris par Calvin (il présidera le premier synode réformé en 1559). Dès son départ pour Aubure, les mineurs qui ont formé les premières paroisses réformées de la région et célèbrent le culte dans des maisons d'une part à Échéry, et d'autre part à Fertrupt, demandent à Egenolphe un nouveau pasteur. Ce sera le pasteur Marboeuf, lui aussi passé par Aubure. En 1558, il dote la communauté d'une confession de foi, d'une discipline et d'une organisation diaconale (=d'entraide), et obtient deux lieux de culte dans les deux principales implantations réformées : ce seront l'église de Saint-Pierre-sur-l'Hate et la chapelle de Fertrupt.

Cependant les persécutions contre les protestants en France amènent de plus en plus de réformés à s'installer dans le bourg même de Sainte-Marie Alsace et les modestes lieux de culte d'Échéry et de Fertrupt sont devenus insuffisants. Se pose donc la question de la construction d'un temple dans le bourg. Cependant la foi réformée n'est pas reconnue légalement, même par les seigneurs de Ribeaupierre qui sont luthériens. La difficulté sera résolue à la faveur des désordres de la guerre de Trente Ans : on bâtit en toute hâte un "bâtiment devant l'école française" (l'on s'abstient soigneusement de toute terminologie religieuse). En outre dépourvu de clocher, il n'est donc pas facilement repérable comme lieu de culte.

### La construction du temple
Les travaux sont financés par les dons des fidèles et par deux emprunts auprès de riches marchands. Les travaux commencent début juillet 1634 et sont achevés fin septembre. Le nombre des ouvriers présents sur le chantier a varié entre 6 et 21, ce qui a permis de faire aussi vite. Il est vrai qu'il s'agit d'un bâtiment au plan rectangulaire, de 22,7 par 17,3 mètres. Le temple est meublé de bancs avec agenouilloirs (stalles) , table de communion et surtout d'une chaire centrale pour la prédication.  

### Un temple, deux communautés
L'immigration suisse, moyen privilégié de relever rapidement l'économie de la région après les ravages abominables de la guerre de Trente Ans, amène à Sainte-Marie une population calviniste germanophone. Ceux-ci participent au culte français mais, n'y comprennent pas grand chose et demandent un pasteur allemand. Devant les conflits qui opposent les "français" et les "allemands", le comte de Birkenfeld (qui a succédé aux Ribeaupierre à l'extinction de leur lignée) arbitre en 1698 : chaque communauté sera constituée autour d'un pasteur parlant sa langue, mais il faudra partager les lieux de culte, donc en particulier le temple de Sainte-Marie-aux-Mines. Cette situation durera jusqu'en 1827 où le pasteur Michel Paira parviendra à réunifier les deux communautés.

### L'ajout du clocher
Le clocher ne verra le jour qu'en 1807. Il est convenu qu'il fasse 27 pieds de haut (soit 23,33 mètres) et 15 pieds de diamètre (soit 4 mètres) sur un plan octogonal. Il est muni dès le début de deux cloches fondues par La fonderie Grass de Ribeauvillé, l'une de 12 quintaux, l'autre de 6. En 1861, après de nombreux déboires et de coûteuses réparations au clocher, on constate qu'une des cloches est fêlée. Les deux sont remplacées par le fondeur Gousset. 

## Architecture

### Conception du temple
Ce bâtiment témoigne de la simplicité des temples réformés des XVIe siècle et au XVIIe siècle, témoignage rare car ces bâtiments ont été presque tous détruits en application de l’Édit de Fontainebleau de 1685 (la révocation de l’Édit de Nantes par Louis XIV).

Le temple de Sainte-Marie-aux-Mines consiste en une grande salle rectangulaire de 22,7 par 17,3 mètres de côté. Il est éclairé de 18 hautes fenêtres ogivales : 6 à l'est, et deux paires pour les trois autres côtés. A cela s'ajoutent deux petites fenêtres rondes l'une au dessus de l'autre entre chacune des paires de grandes fenêtres et une autre petite fenêtre ronde au-dessus de la porte d'entrée qui est à l'ouest, au milieu d'un grand côté du rectangle. La chaire, très haute, fait face à l'entrée et les bancs font face à la chaire de part et d'autre d'une allée centrale. Dès l'origine une galerie est construite pour augmenter la contenance du bâtiment. Malgré cela les services de Sainte-Cène (4 fois par an à l'époque) doivent être dédoublés pour permettre à tous les paroissiens qui le souhaitent d'y participer. La couverture est en bardeaux. 
Peut-être est-ce la rançon d'un construction trop rapide, mais le bâtiment est une constante source d'ennui pour la communauté et surtout pour son trésorier. Dès 1699, le toit et la charpente doivent subir des réparations importantes. Cela se reproduit en 1747, date à laquelle on décide en outre de réaliser une couverture en tuiles, matériau beaucoup plus lourd que le bardeau originel. En 1760 on renforce les poutres. En 1782 on rénove la toiture. Des travaux de réparations sont encore nécessaires en 1828 et 1866. Les fenêtres doivent être remplacés en 1810 et 1872, de même que les gouttières, date à laquelle la communauté manquant d'argent fait appel au conseil municipal. Une grande rénovation est réalisée pour 1934, tricentenaire du bâtiment, hélas juste avant les dégâts de 1940 (un obus tombe sur la toiture et l'endommage) et 1941 (le plafond s'effondre en partie).
En 1907, un legs d'Eugène Koenig permet d'installer des vitraux peints de part et d'autre de la chaire, en provenance des établissements Gebrüder Ott, de Strasbourg.   
Les orgues d'origine, installées par le facteur d'orgue d’Épinal Joseph Rabiny en 1788, déplacées en 1828, seront remplacées en 1847 par des orgues du facteur Callinet, de Rouffach.

### Pierres tombales
Des pierres tombales du XVIIIe siècle sont visibles depuis l'origine sur le sol du temple. On y trouve notamment la pierre tombale de Jean Fattet juge des mines mort en 1707 qui était le conseiller intime du prince Palatin de Birkenfeld (de). On y trouve également dans cette même tombe, l'épouse du juge des mines, Louise Schoenauer et peut-être aussi Christiane Dorothée Schwengsfeld. Cette dernière famille était très connue à Sainte-Marie-aux-Mines à l'époque. Elle habitait dans une maison aujourd'hui disparue qui était située à l'emplacement de la grande surface, rue Reber. Une autre tombe située entre l'autel et la chaire est celle du pasteur Christof Merian mort à l'âge de 30 ans en 1743. La pierre précise qu'il était très instruit. Une cartouche inscrite en latin  en sa mémoire se trouve au consistoire situé en face du temple. Une troisième tombe située sous l'autel du temple est celle de Maria Rosina Seyler "inhumée au temple le 23 février 1703". Il s'agissait de la femme du pasteur Johann Rudolf Brenner qui a officié de 1696 à 1703.

## Classement
L'édifice fait l'objet d'un classement au titre des monuments historiques depuis 1994.